# Limita (teorie kategorií)
Limita je pojem v teorii kategorií, což je odvětví matematiky zkoumající vztahy mezi matematickými strukturami, které lze popsat pouze pomocí pojmů „objekt“, „morfismus“, „skládání“ a „identický morfismus“.
Je-li v kategorii {\displaystyle \mathbb {K} } dán diagram {\displaystyle \mathbb {D} }, tedy množina některých objektů a některých morfismů z {\displaystyle \mathbb {K} }, pak objekt {\displaystyle L} z {\displaystyle \mathbb {K} } (který obvykle není prvkem diagramu) spolu se sadou morfismů {\displaystyle \pi } zvaných projekce, z nichž do každého objektu diagramu vede z {\displaystyle L} právě jeden, nazýváme limitou diagramu, platí-li následující:
1. Projekce komutují se všemi morfismy z {\displaystyle \mathbb {D} }, tj. pro každé objekty diagramu {\displaystyle O,P} a morfismus diagramu {\displaystyle f:O\to P} platí {\displaystyle \pi _{P}=\pi _{O}\circ f}.
2. Pro každý jiný objekt {\displaystyle R} a sadu {\displaystyle \rho } projekcí z {\displaystyle R} do všech objekt diagramu, které takto komutují s morfismy diagramu, existuje právě jeden morfismus {\displaystyle \phi :R\to L}, který komutuje s každou projekcí, tj. {\displaystyle \pi _{O}\circ \phi =\rho _{O}} pro všechny objekty diagramu {\displaystyle O}.

Pro morfismy {\displaystyle f:A\to B} a {\displaystyle g:B\to C} značíme složený morfismus z {\displaystyle A} do {\displaystyle C} symbolem
{\displaystyle g\circ f} (oproti méně časté konvenci, která je značí {\displaystyle f\circ g}). U konkrétní kategorie, kde morfismy jsou zobrazení, takové složené zobrazení prvku {\displaystyle x\in A} přiřadí {\displaystyle g(f(x))\in C}
Definice kolimity je duální, tedy obdobná až na obrácení směru šipek. Malá limita je taková, jejíž diagram {\displaystyle \mathbb {D} } je množina, nikoli vlastní třída.
Limity a kolimity nemusejí vždy existovat: kategorie, v níž každý diagram má limitu, nazveme úplná kategorie. Obdobně existují-li v ní všechny kolimity, nazveme ji koúplná.
Volbou různých diagramů {\displaystyle \mathbb {D} } lze obdržet různé konstrukce, jako například
- Produkty (součiny), které v mnoha kategoriích z několika objektů vytvoří jejich kartézský součin s příslušnou strukturou.
- Kosoučiny, které u komutativních objektů s nulou (např. okruhy, vektorové prostory atd.) často dají direktní součet.
- Ekvalizéry a koekvalizéry
- Pullbacky, které většinou definují průnik, a k nim duální pushouty, které často definují sjednocení (nebo nejmenší objekt obsahující toto sjednocení, např. lineární obal u vektorových prostorů).

## Motivace
Pojem limity sjednocuje práci s pojmy z teorie kategorií jako pullback, součin apod.
Např. kategoriální pojem „součin“ je motivován tím, že následující tvrzení platí pro vektorové prostory a jejich homomorfismy, grupy a grupové homomorfismy, okruhy a okruhové homomorfismy a mnoho dalších struktur:
- Direktní součin {\displaystyle A\times B} je izomorfní s každým objektem {\displaystyle C}, pro který existuje homomorfismus {\displaystyle a:A\to C} a {\displaystyle b:B\to C}, takové, že pro každý objekt {\displaystyle D} a homomorfismy {\displaystyle f:D\to A} a {\displaystyle g:D\to B} existuje právě jeden homomorfismus {\displaystyle h:D\to C}, který s nimi komutuje, tj. pro složené zobrazení platí {\displaystyle a\circ h=f} a {\displaystyle b\circ h=g}.

Pojem „direktní součin“ umožňuje jednotně pracovat se všemi strukturami, které toto splňují (včetně např. kartézského součinu v kategorii množin) a zkoumat, které vlastnosti mají společné.
Za podobným účelem vznikly pojmy „kosoučin“, „ekvalizér“, „pullback“ apod. Významná část v jejich definicích je společná: „... takové, že pro každý objekt s touž vlastností existuje právě jeden morfismus, který komutuje s projekcemi.“
Tuto podobnost vystihuje pojem limity, který umožňuje pracovat s nimi všemi jednotně a zkoumat jejich společné vlastnosti.

### Příklad
V kategorii množin Set, kde objekty jsou všechny množiny a morfismy jsou všechna zobrazení mezi nimi, limity vhodných typů diagramů odpovídají průnikům:
Bez dodatečné informace nelze průnik definovat jazykem teorie kategorií: v každé takové definici by průnik např. {\displaystyle \{1,2,3\}\cap \{2,3,4\}} byl izomorfní s průnikem {\displaystyle \{11,12,13\}\cap \{22,23,24\}}, jelikož všechny tříprvkové množiny jsou izomorfní – v kategorii Set jsou izomorfismy právě všechny bijekce.
Diagram {\displaystyle \mathbb {D} }, jehož limitou je průnik, bude proto tvořen třemi objekty {\displaystyle A=\{1,2,3\},B=\{2,3,4\},C=\{1,2,3,4,5\}}, a dvěma morfismy {\displaystyle a\in A\to C,b\in B\to C} takovými, že {\displaystyle a(x)=x,b(x)=x}, tj. které jsou v množinovém (byť ne kategoriálním) smyslu identickým zobrazením.
Limita takového diagramu (který se skládá ze dvou morfismů vedoucích do téhož objektu) se nazývá pullback. V tomto případě je limitou množina {\displaystyle L=\{2,3\}} spolu s identickými projekcemi {\displaystyle \pi _{A},\pi _{B},\pi _{C}} z {\displaystyle L} do {\displaystyle A,B,C} – a samozřejmě všechny objekty s ní izomorfní.
První podmínka v definici limity (že projekce musí komutovat s každým morfismem v {\displaystyle \mathbb {D} }) je splněna: například složením
{\displaystyle \pi _{B}:L\to B} se zobrazením {\displaystyle b:B\to C} získáme právě {\displaystyle \pi _{C}:L\to C}. Tuto podmínku však splňuje i množina {\displaystyle R=\{2\}} s identickými projekcemi {\displaystyle \rho }, která limitou {\displaystyle \mathbb {D} } není.
Zobrazení {\displaystyle \phi } z {\displaystyle R} do {\displaystyle L} vyžadované druhou podmínkou existuje: je jím identické zobrazení. To se všemi projekcemi komutuje, tj. platí {\displaystyle \pi _{A}\circ \phi =\rho _{A}} a podobně i pro {\displaystyle B} a {\displaystyle C}, neboť na obou stranách je zobrazení, které dvojce přiřadí dvojku. {\displaystyle L} je tedy limitou diagramu {\displaystyle \mathbb {D} }, protože pro každé {\displaystyle R} s projekcemi, které komutují s morfismy v {\displaystyle \mathbb {D} }, existuje právě jedno zobrazení {\displaystyle \phi } komutující s těmito projekcemi.
Uvedená jednoprvková množina {\displaystyle R} ovšem limitou {\displaystyle \mathbb {D} } není. K důkazu lze použít libovolný objekt s projekcemi; právě dvouprvková {\displaystyle L} je vhodnou volbou, protože neexistuje {\displaystyle \phi :L\to R}, které by komutovalo s projekcemi. Muselo by platit např. {\displaystyle \pi _{A}=\rho _{A}\circ \phi }, ovšem na pravé straně by vždy bylo zobrazení s jednoprvkovým oborem hodnot, zatímco na levé nikoli.
Ani žádná tříprvková množina není limitou {\displaystyle \mathbb {D} }, protože tam takových zobrazení existuje naopak více, zatímco podmínka 2 vyžaduje právě jedno. Např. pro množinu {11,12,13} s projekcemi, které zobrazí 11 a 12 na 2 a 13 na 3, budou komutující zobrazení do dvouprvkové {\displaystyle L} existovat dvě: obě zobrazí 3 na 13, ale číslo 2 je možno zobrazit na 11 nebo 12.
Limitou diagramu {\displaystyle \mathbb {D} } je proto průnik {\displaystyle A\cap B} s identickými projekcemi.

### Méně formální definice
Řečeno méně formálně, v mnoha běžných kategoriích je limitou obecného diagramu {\displaystyle \mathbb {D} }
„nejmenší“ objekt mezi takovými,
- z nichž lze do objektů {\displaystyle \mathbb {D} } vést „šipky“ (tj. morfismy zvané „projekce“), které „nekolidují“ (tj. komutují) s morfismy {\displaystyle \mathbb {D} },
- a které „nedegenerují“ svým skládáním projekce jiných objektů s komutujícími projekcemi.

V předchozím příkladu byla jednoprvková množina „příliš malá“, protože z projekcí dvouprvkové množiny skládáním vytvořila "degenerovaná" zobrazení s nedostatečně velkým oborem hodnot. Naproti tomu tříprvková nebyla „nejmenším“ takovým objektem, protože stačí množina dvouprvková. Tříprvková proto měla zbytečnou „volnost“ v tom, jak se zobrazit na dvouprvkovou.
Tato neformální definice platí i pro limity jiných diagramů. Např. již zmíněný součin je limitou diagramu, který neobsahuje morfismy. Charakter výsledného objektu (limity) silně závisí na charakteru diagramu – součin dvojrozměrného a třírozměrného vektorového prostoru bude prostor pětirozměrný – ovšem neformální definice zůstane v platnosti: čtyřrozměrný prostor je příliš malý, protože by "degeneroval" obor hodnot projekcí na pětirozměrný prostor. A šestirozměrný by měl nenulovou „volnost“ v tom, jak se zobrazit na pětirozměrný. Druhá podmínka limity vyžaduje, aby právě jeden morfismus existoval pro každé {\displaystyle R}, proto pro důkaz, že není splněna, lze zvolit např. pětirozměrné {\displaystyle R}.

## Definice
Je-li v kategorii {\displaystyle \mathbb {K} } dán diagram {\displaystyle \mathbb {D} }, tj. množina objektů {\displaystyle Ob_{\mathbb {D} }} a morfismů z {\displaystyle \mathbb {K} }, pak objekt {\displaystyle L\in Ob_{\mathbb {K} }} spolu s množinou morfismů {\displaystyle \{\pi _{O}\in {\text{Hom}}(L,O)\}_{O\in Ob_{\mathbb {D} }}} se nazývá limitou diagramu {\displaystyle \mathbb {D} }, pokud platí následující dvě podmínky:
1. Pro každou dvojici objektů {\displaystyle O,P\in Ob_{\mathbb {D} }} a každý morfismus {\displaystyle f:O\to P} z diagramu {\displaystyle \mathbb {D} } je splněna rovnost {\displaystyle \pi _{P}=\pi _{O}\circ f}. Říkáme , že každá projekce {\displaystyle \pi _{O}} komutuje s odpovídajícími morfismy z diagramu.
2. Pro každý objekt {\displaystyle R} a sadu morfismů {\displaystyle \{\rho _{O}\in {\text{Hom}}(R,O)\}_{O\in Ob_{\mathbb {D} }}}, které splňují podmínku 1 (tj. komutují s morfismy z {\displaystyle \mathbb {D} }), existuje právě jeden morfismus {\displaystyle \phi \in {\text{Hom}}(R,L)} takový, že pro každé {\displaystyle O\in Ob_{\mathbb {D} }} platí {\displaystyle \pi _{O}\circ \phi =\rho _{O}}.

Podmínka 2 úzce souvisí s pojmem univerzální vlastnost a zajišťuje, že každé dvě limity libovolného diagramu jsou navzájem izomorfní, tj. že limita, existuje-li, je určena „jednoznačně až na izomorfismus“.

## Speciální typy limit

### Pullback a pushout
Pullback je limita diagramu dvou morfismů, které mají stejnou kodoménu, tj. vedou do stejného objektu. Diagram má tedy tři objekty {\displaystyle A,B,C} a zobrazení {\displaystyle a:A\to C,b:B\to C}. Duálním pojmem, tj. kolimitou téhož diagramu, je pushout.
V běžných kategoriích má pullback často charakter průniku a pushout charakter "inteligentního sjednocení", tj. "sjednocení", které neporušuje strukturu dané kategorie.
Pro přehlednost předpokládejme, že {\displaystyle A\subseteq C,a(x)=x} a rovněž {\displaystyle B\subseteq C,b(x)=x}; to v běžných kategoriích vždy "platí až na izomorfismus". Pak v kategorii množin je pullback průnikem {\displaystyle A\cap B}, jak je podrobně vysvětleno výše, a pushout sjednocením {\displaystyle A\cup B}. V kategorii vektorových prostorů, komutativních grup apod. je pullback opět průnikem, protože takový průnik je vždy vektorovým prostorem, resp. komutativní grupou. Ovšem to neplatí pro sjednocení, a proto pushback není přímo sjednocení, nýbrž nejmenší podprostor/podgrupa {\displaystyle C}, která toto sjednocení obsahuje, jinými slovy podprostor/podgrupa generovaná množinou {\displaystyle A\cap B}.

### Produkty a koprodukty
Je-li {\displaystyle \mathbb {D} } diskrétní, tj. neobsahuje-li žádné morfismy (kromě povinných jednotkových automorfismů), je její limitou kategoriální produkt neboli součin. Ten u mnoha struktur odpovídá direktnímu součinu objektů z {\displaystyle \mathbb {D} }.
Kolimitou takového diagramu je pak ko'produkt' neboli kosoučin, který mnohdy odpovídá direktnímu součtu.